# Hymenaster violaceus
Hymenaster violaceus är en sjöstjärneart som beskrevs av Ludwig 1905. Hymenaster violaceus ingår i släktet Hymenaster och familjen knubbsjöstjärnor. Inga underarter finns listade i Catalogue of Life.